# Apamea impulsa
Apamea impulsa är en fjärilsart som beskrevs av Achille Guenée 1852. Apamea impulsa ingår i släktet Apamea och familjen nattflyn. Inga underarter finns listade i Catalogue of Life.